# Mojave National Preserve

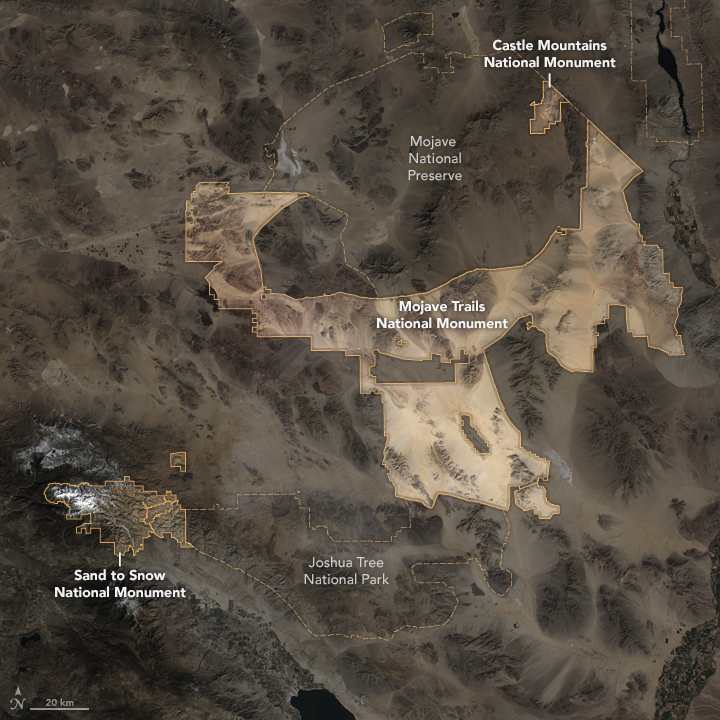
Mojave National Preserve und andere Schutzgebiete in der Mojave-Wüste

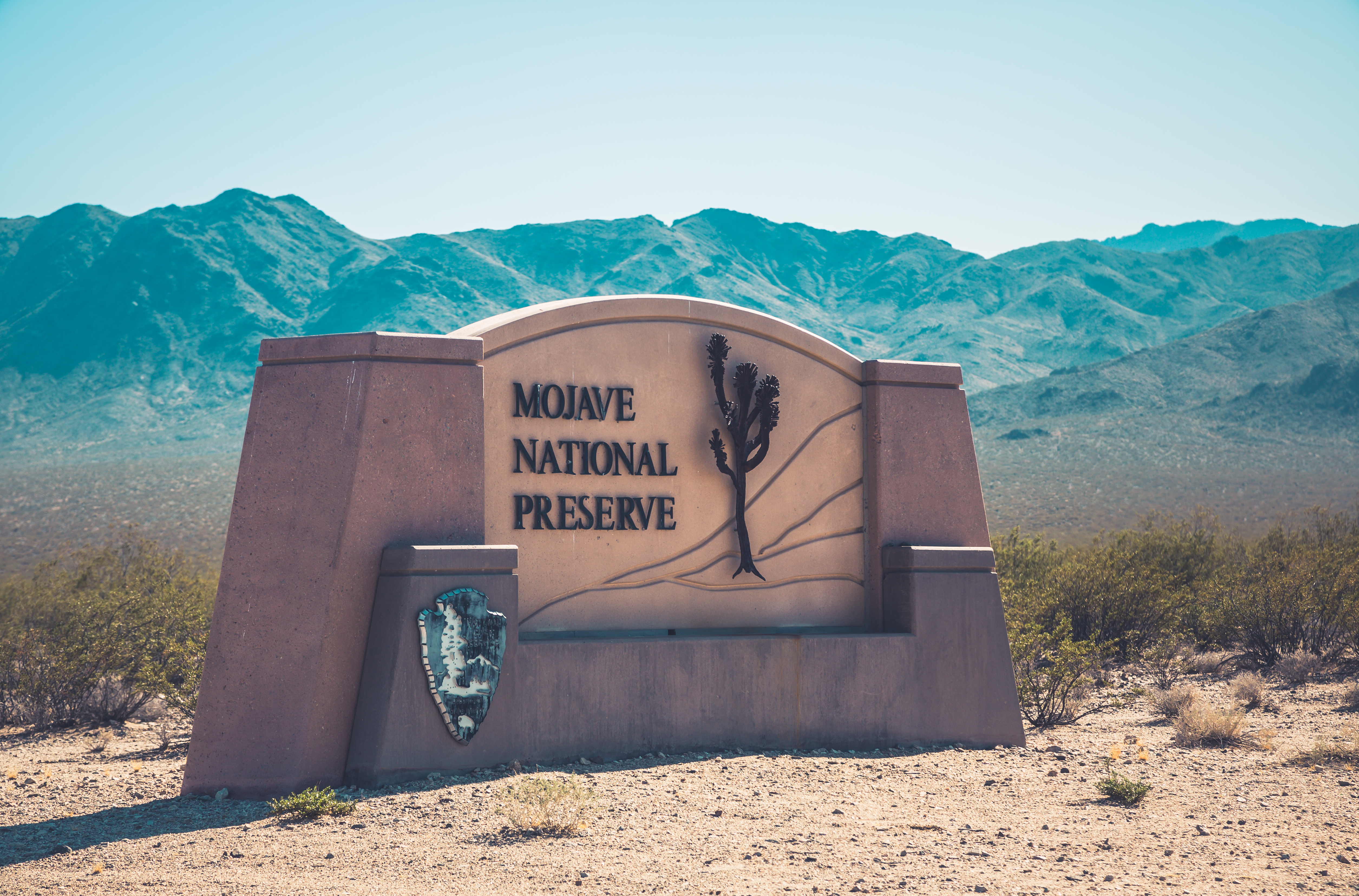
Eingangsschild

Die Mojave National Preserve ist ein Schutzgebiet des National Park Service im Osten des San Bernardino County im Bundesstaat Kalifornien.

## Lage
Die Preserve liegt im Nordosten des San Bernardino County in der Mojave-Wüste. Sie wird begrenzt von den Interstates 15 (im Norden) und 40 (im Süden), der Grenze zum Bundesstaat Nevada im Osten sowie den Bristol Mountains im Südwesten. Eine Exklave befindet sich in der Nähe von Mountain Pass nördlich des Interstate 15, hier befindet sich mit dem Clark Mountain (2417 m) der höchste Punkt des Parks. Südlich Baker befindet sich mit rund 270 m der niedrigste Punkt des Parkgeländes, der höchste Punkt im Südteil des Parks befindet sich in den New York Mountains und erreicht 2296 m. Vom Gelände der Mojave National Preserve werden die Providence Mountains State Recreation Area, die Mitchell Caverns Natural Preserve und die Granite Mountain Natural Preserve umschlossen, die durch das California Department of Parks and Recreation verwaltet werden. Im Osten grenzt das Castle Mountains National Monument an.

## Geologie
Die Mojave National Preserve ist ein geologisch äußerst vielfältiges Gebiet, was bereits für Laien sichtbar wird. Die Gebirgszüge, die den Park meist in Nordost-Südwest-Richtung durchziehen, bestehen aus alten proterozoischen Metamorphiten, Kalk- und Sandstein, die sich vor rund 500 Millionen Jahren vor der damaligen amerikanischen Westküste ablagerten sowie tertiären Vulkaniten. Vor etwa 245 Millionen Jahren begann die Subduktion der Farallon-Platte unter die Nordamerikanische Platte, was einerseits zu Gebirgsbildungen und zur Hebung der Region, andererseits auch zu verstärkter vulkanischer Aktivität führte. Ein Teil der Magmen blieb in der Erdkruste stecken und erstarrte zu Plutonen, wobei der größte Teil davon vor rund 90 Millionen Jahren (Unterkreide) gebildet wurde. 
Mit der Entstehung der San-Andreas-Verwerfung vor rund 28 Millionen (Oligozän) Jahren veränderte sich die tektonische Situation in der Mojave. Die Region erfuhr eine starke Krustendehnung, bei der die alten Gesteine freigelegt wurden und die charakteristischen isolierten Gebirgszüge entstanden. Mit der Krustendehnung kam es auch zu verstärktem Vulkanismus. Vor 18.5 bis ca. 10 Millionen Jahren kam es z. B. in der Region um die Wood Mountains zu teilweise explosivem Vulkanismus. In diesen Vulkaniten sind die Erosionsformen des Hole-in-the-Wall-Canyon entstanden. Die jüngsten Lavaströme im Mojave National Preserve sind nur 16.000 Jahre alt und finden sich im Cima Volcanic Field.
Das heutige Erscheinungsbild der Mojave wurde unter anderem auch durch die eiszeitlichen Schmelzwasserseen geprägt, die vor rund 23.000 Jahren ihren Höchststand erreichten. Deren langsames Austrocknen hinterließ umfangreiche Playas, wie den Soda Lake. Aus diesen wurde loses Material, der Hauptwindrichtung aus Nordwesten folgend, zu Füßen der nächstgelegenen Gebirgszüge als äolisches Sediment abgelagert, wodurch u. a. die Kelso Dunes entstanden.

## Klima
Bedingt durch die Lage variiert das Klima stark und ist durch extreme Unterschiede sowohl im Lauf des Tages als auch im Jahresverlauf gekennzeichnet. Im Allgemeinen ist das Klima arid und winterkalt; die Niederschläge, die hauptsächlich in Form von Sommergewittern niedergehen, variieren zwischen 86 mm pro Jahr nahe Baker und 230 mm pro Jahr in den gebirgigen Regionen. 

### Winter
In den Gipfellagen der Gebirge ist im Winter eine dauerhafte Schneedecke nicht ungewöhnlich, die Temperaturen fallen in den Gipfellagen bis auf rund −20 °C, in Tallagen beträgt die Minimaltemperatur −7 °C. Vereinzelt bringen Tiefdruckgebiete im pazifischen Nordwesten Regen und Schneefall, der Regenschatten der Sierra Nevada führt jedoch dazu, dass meist nur Wolken und Wind bis zur Mojave National Preserve vordringen. Die Tageshöchstwerte im Winter erreichen in geschützten Tallagen 27 °C.

### Frühjahr
Das Klima des Frühjahrs wird zu Beginn meist weiter durch Tiefdruckgebiete im Nordwesten der Vereinigten Staaten bestimmt, erst ab April nimmt dieser Einfluss ab; die Wahrscheinlichkeit von Niederschlägen sinkt ebenfalls. Bereits im Mai beträgt die Tagestemperatur mehr als 32 °C, vereinzelt werden rund 40 °C erreicht.

### Sommer
Der Sommer wird durch extreme Hitze und den nordamerikanischen Monsun bestimmt. Tageshöchsttemperaturen von rund 50 °C sind nicht ungewöhnlich. Die Kombination aus hohen Temperaturen, niedriger Luftfeuchtigkeit und niedrigem Luftdruck zieht feuchte Luftmassen vom Golf von Mexiko an, die Gewitter in den Wüsten des Südwestens erzeugen. Zwischen Mitte Juni und Anfang September können auf diese Weise schwere Gewitter auftreten.

### Herbst
Pazifische Tiefdrucksysteme sorgen für relativ ruhiges, angenehmes Wetter, die Temperaturen liegen zwischen 20 °C und 32 °C, der Oktober ist der Monat mit den niedrigsten Niederschlägen im Jahresverlauf.

## Naturraum
Durch die Unterschiede sowohl in Hinblick auf die Höhenlage als auch die Niederschlagsmenge lassen sich im Gebiet des Parks folgende Biotope unterscheiden:
- Kiefern-Wacholder-Wald (Pinyon Juniper Woodland)
- Josua-Palmlilien-Wald (Joshua Tree Woodland)
- Kakteen-Yucca-Buschland (Cactus Yucca Scrub)
- Düne (Desert Dunes)
- Kreosot-Buschland (Creosote Bush Scrub)
- Trockental (Desert Wash)
- Salztonebene (Salt Pan)

Darüber hinaus sind in den regenreicheren Gebirgsregionen isolierte Wälder aus Kalifornischen Beifuß (Artemisia californica) und Blackbrush (Coleogyne ramosissima) vorhanden, insbesondere im nördlichen Teil des Parks liegen einige vegetationsarme Lavaströme.

### Kiefern-Wacholder-Wald
Charakterpflanzen dieses Biotops, die sich meist an den feuchteren Nordhängen in größerer Höhe finden lassen, sind:
- Utah-Wacholder (Juniperus osteosperma)
- Einsamiger Wacholder (Juniperus monosperma)
- Rocky-Mountain-Wacholder (Juniperus scopulorum)
- Kalifornischer Wacholder (Juniperus californica)
- Stein-Kiefer (Pinus edulis)
- Einblättrige Kiefer (Pinus monophylla)
- Wüsten-Beifuß (Artemisia tridentata)
- Menzies Goldbusch (Isocoma menziesii)
- Mojave-Feigenkaktus (Opuntia phaeacantha)

Daneben sind verschiedene Arten von Castilleja (Indian Paintbrush) für offene Bereiche dieses Gebietes typisch.
Nahe den wenigen permanenten Wasserstellen lassen sich Dickhornschafe (Ovis canadensis) beobachten.

### Josua-Palmlilien-Wald
Dieses Biotop wirkt wesentlich artenärmer, da die namensgebende Palmlilien-Art ausgedehnte Bestände bildet. Diese Wälder erstrecken sich größtenteils in mittleren Lagen entlang sanft geneigter Hänge. Neben der Josua-Palmlilie (Yucca brevifolia) – der weltweit größte geschlossene Bestand dieser Art erstreckt sich rund um den Teutonia Peak am Cima Dome – sind die folgenden Arten für dieses Biotop typisch: 
- Blaue Palmlilie (Yucca baccata)
- Mohave-Palmlilie (Yucca schidigera)
- Echinocereus triglochidiatus
- Senecio flaccidus

Insbesondere während der Blüte der beiden letztgenannten Arten ist eine umfangreiche Insektenfauna anzutreffen, typische Arten der Fauna dieses Bereiches sind die Yucca-Nachtechse (Xantusia vigilis), der Scott-Trupial (Icterus parisorum) und der Buntfalke (Falco sparverius).

### Kakteen-Yucca-Buschland
Diese meist in mittleren Südlagen anzutreffenden Pflanzenbestände entsprechen der üblichen Vorstellung einer Wüste am ehesten, Säulenkakteen und niedrige Palmlilien bestimmen dieses Biotop. Relativ häufig sind Mojave-Klapperschlangen (Crotalus scutulatus) anzutreffen, die offene Landschaft ermöglicht die Beobachtung von Helmwachteln (Callipepla gambelii).

### Düne
Die über 200 Meter hohen Dünen westlich von Kelso entstehen durch Verwehungen von Sand aus dem Soda Lake, der Senke des Mojave River und aus Devils Playground am Fuße der Granite Mountains. Weite Bereiche dieses Biotops haben keine Pflanzenbedeckung, vereinzelt finden sich – insbesondere in Senken – verschiedene Arten von Nachtkerzen (Oenothera) und Prachtscharten (Liatris) sowie Wüsten-Wegwarte (Rafinesquia neomexicana), Rosafarbene Sandverbene (Abronia umbellata)  sowie Indian Ricegrass (Oryzopsis hymenoides). Die Fauna präsentiert sich mit dem Mojave-Fransenfuß (Uma scoparia), der Seitenwinder-Klapperschlange (Crotalus cerastes), verschiedenen Arten der Kängururatten (Dipodomys) sowie deren wichtigsten Jäger, dem Kitfuchs (Vulpes velox). 

### Kreosotbuschland
Der namengebende Kreosotbusch (Larrea tridentata) dominiert die Ebenen des Schutzgebiets, vereinzelt zeigen sich hier auch Cylindropuntia, Echinocereus, Sphaeralcea incana und Encelia farinosa. Dieses Biotop ist Heimat des Wegekuckuck (Geococcyx californianus) und der stark gefährdeten Kalifornischen Gopherschildkröte (Gopherus agassizii).

### Trockental
Täler, die nach den wenigen Regenfällen das abfließende Wasser aufnehmen, stellen das artenreichste Gebiet der Mojave National Preserve dar. Üblich für dieses Biotop sind tiefwurzelnde Pflanzen, die Ufer werden teilweise von Chilopsis linearis und Populus fremontii beschattet. Das stellenweise dichte Unterholz bilden Acacia greggii, Hymenoclea salsola, Atriplex canescens und Senecio barbertonicus. In den Kronen der Bäume parasiert die Wüsten-Mistel (Phoradendron californicum). Von den Früchten dieser Pflanze lebt der Trauerseidenschnäpper (Phainopepla nitens), daneben wird diese Zone nach Regenfällen von zahlreichen Zugvögeln (Finken, Pirole und Tangaren) genutzt. Nur nach Regenfällen kann die Rotpunktkröte (Bufo punctatus) beobachtet werden. Die Säugetiere sind unter anderem durch den Eselhasen (Lepus californicus) und den Kojoten (Canis latrans) vertreten.

### Salztonebene
Salztonebenen sind eine extrem lebensfeindliche Landschaftsform, nach Regenfällen bilden sich in ihnen periodische Seen, die einen teilweise extremen Salzgehalt aufweisen und nur durch angepasste Insekten und Krebstiere genutzt werden; zu dieser Zeit sammeln sich im Uferbereich Amphibien und Vögel, denen diese Wirbellosen als Nahrung dienen. Nach dem Trockenfallen dieser Gewässer halten sich keine Tiere längere Zeit in diesen Gebieten auf. Im Bereich der Mojave National Preserve befindet sich mit dem Soda Lake ein ausgedehntes Biotop dieser Art.

## Menschliche Besiedlung und Geschichte

### Indianer
Erste Siedlungszeugnisse auf dem Gebiet der heutigen Mojave National Preserve sind etwa 10.000 bis 7000 Jahre alt und wurden hauptsächlich im Uferbereich des damals noch vorhandenen Lake Mojave gefunden. Da das Gebiet danach durch die fortschreitende Austrocknung und die nur noch saisonal vorhandene Möglichkeit der Bereitstellung ausreichender Nahrungsmittel für die permanente Besiedlung ungeeignet war, wurde das Gebiet durch nomadisierende Jäger und Sammler durchstreift. Trotz der zunehmenden Trockenheit führte vor etwa 4000 Jahren die Einführung neuer Technologien bei der Nahrungszubereitung und Nahrungsaufbewahrung zu einem Anwachsen der Bevölkerung; sie lebte von den Früchten der Kakteen, der Kiefern und des Wacholders und der Jagd auf Dickhornschafe, Eselhasen und andere Tiere. Im heute unter Schutz gestellten Gebiet befinden sich einige Quellen, welche die Versorgung mit Trinkwasser sicherstellten.
Erst nach der Zeitenwende begann mit der Einführung von Pfeil und Bogen sowie der Technologie der Töpferei ein neues Zeitalter, ab etwa 1200 verdrängten aus Nordwesten kommende Völker der Paiute und Schoschone die bisher hier ansässigen Mojave in das Tal des Colorado River. Die aus den San Bernardino Mountains stammenden Serrano besiedelten letztlich das Gebiet des Parks.

### Europäische Erkundung
Die Erkundung durch Europäer beginnt mit der Expedition des Juan de Oñate, der zu Beginn des 17. Jahrhunderts von Santa Fe kommend zum Unterlauf des Colorado River zog. Formal war das Gebiet Teil des spanischen Kolonialreiches, Siedlungen oder Missionen wurden aber nicht errichtet; erst Francisco Hermenegildo Tomás Garcés führte 1776 von Yuma kommend eine weitere Expedition in dieses Gebiet an. Erst nachdem das Gebiet durch die Unabhängigkeit an Mexiko gefallen war, intensivierten sich die Erkundungsbemühungen, Peter Skene Ogden erforschte 1829/30 das heutige Grenzgebiet von Nevada und Kalifornien, Jedediah Smith durchzog das Gebiet bereits 1826. Im Frühjahr 1844 erreichte John Charles Frémont das Gebiet; er folgte dabei einer im Entstehen begriffenen Handelsroute zwischen Los Angeles und Taos in New Mexico, dem Spanish Trail. Eine letzte Expedition – geführt von Robert Stockton Williamson und John Grubb Parke – kam im Frühjahr 1853 in das Gebiet der heutigen Mojave National Preserve. Die genaue Kartierung des Gebiets erfolgte um 1872 durch George Montague Wheeler.

### Erschließung
Bereits zuvor wurden erste militärische Einrichtungen geschaffen, 1866 erfolgte die Errichtung des Camp Rock Springs, doch wurde dieses nach Änderung der Postrouten bereits nach 17 Monaten 1868 wieder aufgegeben. Im äußersten Osten des heutigen Parks wurde ab dem 17. November 1867 Fort Piute errichtet, doch wurde auch dieses 3. Mai 1868 wieder verlassen. 
Erste Prospektoren fanden in den New York Mountains und den Ivanpah Mountains Gold, Silber, Blei und Kupfer, erste Ortschaften entstanden im letzten Jahrzehnt des 19. Jahrhunderts. Keine dieser Ortschaften erlangte überregionale Bedeutung, da insbesondere die Versorgung mit Trinkwasser problematisch war. Das 1891 gegründete, im Osten der Preserve gelegene Vanderbilt erreichte 1894 eine Bevölkerungszahl von etwa 400, das 1893 eröffnete Postamt wurde aber bereits 1900 wieder geschlossen.
Die Erschließung des Gebiets durch Eisenbahnlinien führte zur Errichtung einiger Ortschaften, die sowohl den Eisenbahngesellschaften als auch den wenigen extensive Viehzucht betreibenden Ranchern als Versorgungszentrum dienten. 
Zunächst errichtete die Santa Fe Railroad eine Bahnlinie, die – von Needles kommend – entlang der Südgrenze des Schutzgebietes verläuft und dann weiter in Richtung Barstow führt. Die Nevada Southern Railway, die 1902 durch die Santa Fe Railroad erworben wurde, erreichte 1893 das damals noch Manvel genannte Barnwell. Dieser Ort war Ausgangspunkt einer Linie, welche die California Eastern Railway nach Ivanpah errichtete. Der Bau der Strecke der Los Angeles and Salt Lake Railroad quer durch das heutige Schutzgebiet führte zu mehreren Ortsgründungen. 
Als Versorgungspunkte der Bahngesellschaften entstanden:
- Goffs (1883)
- Barnwell/Manvel (1893)
- Ivanpah (1902)
- Nipton (1905)
- Cima (1906)
- Kelso (1906)

Der Technologiewechsel von der Dampflokomotive hin zur Diesellokomotive und die Aufgabe der Minen auf dem Gelände des heutigen Parks führte zum Schwinden der Bedeutung der Ortschaften, so dass diese heute Geisterstädte sind oder nur noch von wenigen Menschen bewohnt werden. 
Seit Beginn des Zweiten Weltkrieges wurden Teile der Mojave-Wüste als Truppenübungsplatz und zu Tests von Waffensystemen genutzt. 

### Naturschutz
Im Jahr 1981 wurde beschlossen, die East Mojave National Scenic Area einzurichten und diese der Verwaltung des Bureau of Land Managements zu unterstellen. Das unter Schutz gestellte Gebiet entsprach der durch den California Desert Protection Act (31. Oktober 1994) geschaffenen National Preserve; dieses Gesetz bestimmte auch 2813 km² als Wilderness Area, die nur eine eingeschränkte Nutzung zulässt.
Seit 2011 besteht ein Zentrum für die Erforschung und den Schutz der Kalifornischen Gopherschildkröte am Rand des Parks. Das Zentrum gehört seit 2014 dem National Park Service, die wissenschaftliche Arbeit machen die University of California, Davis und das Savannah River Ecology Lab.

## Geographische Merkmale
Abgesehen von den genannten biogeographischen Unterschieden setzt sich das Gelände des Parks aus verschiedenen morphologisch differierenden Erscheinungsformen zusammen. 

### Beale Mountains
Lage: 35° 10′ 40″ N, 115° 36′ 15″ W
Die Beale Mountains sind ein nur rund 4 Kilometer langer Gebirgszug nordöstlich der Kelso Mountains innerhalb der Cinder Cone National Natural Landmark, der eine Höhe von rund 1400 m erreicht. Die Bergkette liegt im Regenschatten höherer Gebirgszüge und ist eines der regenärmsten Gebirge des Parks. Sie wurden nach Edward Fitzgerald Beale benannt.

### Cima Dome & Volcanic Field National Natural Landmark
Lage: 35° 25′ 0″ N, 115° 35′ 0″ W
Cima Dome ist eine flache Domstruktur, die als Resultat der Erosion eines Granit-Plutons entstand, der vor mindestens 80 Millionen Jahren während der Subduktion der Farallon-Platte unter die nordamerikanische Platte entstand. Er erhebt sich rund 450 Meter über die umgebende Ebene und erreicht eine Höhe von 1509 Meter. Es ist eine sehr symmetrische Erhebung, die eine Grundfläche von rund 180 km² bedeckt und die sich gut sichtbar nordwestlich von Cima an der Verbindungsstraße zum Interstate 15 befindet. An ihren Hängen sowie den umliegenden Bergen findet sich der weltweit größte Wald von Josua-Palmlilien.
Das Cima Volcanic Field enthält 52 Schlackenkegel mit Höhen zwischen 25 und 150 Meter über der umgebenden Ebene, wobei die Durchmesser zwischen 200 und rund 1000 Meter an der Basis schwanken. Die im südlichen Bereich befindlichen rund 30 Erhebungen und die damit verbundenen basaltischen Lavaströme entstanden im Pleistozän, die nördliche Gruppe entstand durch Eruptionen während des Holozäns. Diese vulkanischen Erscheinungen nehmen rund 150 km² im Norden der Mojave National Preserve ein.

### Clark Mountain
Lage: 35° 31′ 32″ N, 115° 35′ 19″ W
Clark Mountain befindet sich in einer Exklave der Mojave National Preserve nördlich von Mountain Pass, über dem er steil bis zu einer Höhe von 2418 Meter ansteigt. Die Vegetation des unteren Bereichs wird aus Wäldern von Kreosotebüsche und Josua-Palmlilien gebildet, der Gipfelbereich ist mit Wäldern aus Kiefern, Wacholder und Grautanne (Abies concolor)  bestanden.
Der aus Kalkstein bestehende Gipfel gilt als ein herausragendes Kletterrevier.

### Clipper Valley
Lage: 34° 55′ 0″ N, 115° 20′ 0″ W
Das Clipper Valley ist eine ausgedehnte Schwemmlandebene im Süden der Preserve, die sich zwischen Providence Mountains und den bereits außerhalb des Parks gelegenen Clipper Mountains gelegen ist; die Grenze zu dem östlich anschließenden Fenner Valley bilden die Fenner Hills. Die mehr als 1000 km² messende Ebene wird durch die stark erodierten Blind Hills und den Halfway Hill (822 Meter) überragt.

### Devils Playground
Lage: 34° 56′ 55″ N, 115° 49′ 36″ W
Als Devils Playground wird eine mit wenigen Hügeln durchsetzte Ebene im Südwesten und Westen der Mojave National Preserve bezeichnet. Dieses extrem vegetationsarme Gebiet, das weitestgehend aus flachen Dünen und kleinen Salztonebenen besteht, erstreckt sich über rund 65 Kilometer zwischen den außerhalb des Parks gelegenen Cronese Mountains und den Granite beziehungsweise Providence Mountains.

### Fenner Valley
Lage: 34° 45′ 0″ N, 115° 15′ 0″ W
Das Fenner Valley ist eine größtenteils außerhalb der Preserve gelegene, 70 Kilometer lange und bis zu 15 Kilometer breite Schwemmlandebene. Sie wird durch die Clipper Mountains und Fenner Hills vom Clipper Valley getrennt, im Südosten bilden die Old Woman Mountains und die Piute Mountains die Grenze. Das Tal steigt von Südwesten nach Nordosten an, nahe der Marble Mountains beträgt die Höhe nur rund 400 Meter, nahe Goffs werden rund 800 Meter erreicht. 
Durch das Fenner Valley führte die Route 66, was zur Errichtung einiger Ortschaften entlang dieser Strecke führte; im Fenner Valley befinden sich die Ortschaften Goffs, Fenner, Danby und Essex. Darüber hinaus verläuft die Strecke der Burlington Northern Santa Fe Railway, die auch von Amtrak genutzt wird, durch das Tal.

### Granite Mountains
Lage: 35° 30′ 50″ N, 116° 44′ 18″ W
Dieser kleine, rund 15 Kilometer im Durchmesser messende Gebirgsstock liegt im Südwesten der Preserve und wird von den Providence Mountains durch den Granite Pass (1226 Meter) getrennt. Im Granite Peak (2061 Meter) und dem Silver Peak (1940 Meter) erreicht er seine größten Höhen. 
Einige der ungewöhnlichsten geologischen Formationen der Mojave-Wüste befinden sich in diesem Gebirge, das teilweise durch die Granite Mountains Natural Reserve unabhängig von der Mojave National Preserve verwaltet wird.
Die Granite im Bereich des Parks stammen aus dem Mesozoikum und sind mindestens 80 Millionen Jahre alt. Sie entstanden zu einer Zeit, als weite Teile des Westrandes des nordamerikanischen Kontinentes (Laurentia) Teil einer Subduktionszone waren und daher dem heutigen Westrand Südamerikas mit den Anden recht ähnlich gewesen sein dürften. Durch Entwässerung der subduzierten ozeanischen Erdkruste des Urpazifiks stiegen Magmen in die darüberliegende kontinentale Kruste auf. Ein Teil der Magma erreichte die damalige Erdoberfläche und verursachte dort intensiven Vulkanismus, ein anderer Teil erstarrte noch innerhalb der Kruste als sogenannte Plutone. Zu Letzteren gehören die Gesteine der Granite Mountains. Mindestens 60 Millionen Jahre vergingen zwischen dem Zeitpunkt der Kristallisation und der Freilegung der Granitoidplutone infolge der Erosion des darüber liegenden Gesteins.
Im Bereich der Granite Mountains gibt es zahlreiche Quellen, die allerdings meist nur periodisch Wasser führen.

### Ivanpah Mountains
Lage: 35° 22′ 30″ N, 115° 30′ 25″ W
Dieser rund 18 Kilometer lange Gebirgszug befindet sich östlich des Cima Dome im Norden des Parks, direkt südlich von Mountain Pass. Die höchsten Gipfel befinden sich mit dem Kokoweef Peak (1840 Meter) am Nord- und dem Kessler Peak (1878 Meter) am Südende der Gebirgskette. Als Zentrum des Bergbaus befinden sich in diesem Gebirge die Morning Star Mine, die Kokoweef Mine und die Allured Mine.

### Ivanpah Valley
Lage: 35° 25′ 0″ N, 115° 20′ 0″ W
Das Ivanpah Valley – gelegen zwischen den Ivanpah Mountains und dem Clark Mountain im Nordwesten sowie den New York Mountains im Südosten – nimmt den größten Teil des Nordosten der Mojave National Preserve ein und geht über diese hinaus. Einige Trockentäler des Parks führen zum Ivanpah Lake und zum Roach Lake, die sich bereits nördlich der Parkgrenzen befinden. Im Ivanpah Valley liegen die Ortschaften Cima, Ivanpah und Nipton in Kalifornien sowie Jean und Primm in Nevada.

### Kelso Dunes
Lage: 34° 54′ 40″ N, 115° 43′ 17″ W
Die Kelso Dunes sind ein durch äolischen Transport entstandenes Dünenfeld im Südwesten des Naturschutzgebiets. Sie gehen übergangslos aus dem Devil Playground hervor und setzen sich von den südlich gelegenen Kelso Mountains durch den Devils Playground Wash ab. Dabei erreichen die Dünen des rund 120 km² großen Gebiets Höhen von bis zu 200 Meter über der Umgebung.
Der hier akkumulierte Sand besteht größtenteils aus Quarz und Feldspat, in geringerem Maße kommen auch Magnetit und Amphibolit vor. Hauptquelle des Materials dürften die San Bernardino Mountains sein, Anordnung und Morphologie des Sandes sprechen dafür, dass ein Großteil über Zwischenlager im Bereich des Devils Playground aus dem Becken des Mojave River – insbesondere aus dem Bereich des Afton Canyon – stammt. Klimatische Veränderungen der letzten Jahrzehnte haben aber dazu geführt, dass neue Sande direkt im Bereich des Tals des Mojave River und des Devils Playground, aber nicht in den Kelso Dunes abgelagert werden. Veränderungen dieser Art haben zu einer deutlichen Schichtung im Bereich der Kelso Dunes geführt, da im Verlauf der Herausbildung während der letzten 25.000 Jahre längere Perioden ohne Eintrag neuen Materials mit der Ansiedelung von Vegetation und der Stabilisierung der Dünen verbunden waren. So dienen die Kelso Dunes als Klimaindikator, wobei die östlichen Bereiche der Dünen aus der Zeit des Playabildung von Soda und Silver Lake stammen. Derzeit gibt es im Dünenfeld Wanderdünen, durch Vegetation befestigte Dünen, Sandfelder und Sandrampen. Für die Kelso Dunes wurde das Phänomen der singenden Dünen nachgewiesen.
Die Benutzung von Fahrzeugen in diesem Teil der Preserve ist nicht gestattet, jedoch gehören die Kelso Dunes aufgrund des einfachen Zuganges zu den beliebtesten Gebieten des Naturparks.
Für einige endemische Arten sind die Kelso Dunes Lebensraum, darunter:
- Macrobaenetes kelsoensis – aus der Familie der Macrobaenetes (aus der Unterordnung Langfühlerschrecken)
- Ammopelmatus kelsoensis – aus der Familie der Stenopelmatidae (aus der Ordnung der Springschrecken)
- Rhaphiomidas tarsalis – aus der Familie der Mydidae (aus der Ordnung der Zweiflügler)
- Eremopedes kelsoensis – aus der Familie der Tettigoniidae (aus der Unterordnung Langfühlerschrecken)

Darüber hinaus ist dieser Bereich des Parks Lebensraum einiger außerhalb seltener Tier- und Pflanzenarten.

### Kelso Mountains
Lage: 35° 5′ 21″ N, 115° 44′ 23″ W
Die Kelso Mountains sind ein rund 12 Kilometer langer Gebirgszug nordöstlich des Devils Playground. Sie erreichen im Kelso Peak mit 1452 Meter ihre größte Höhe.

### Lake Tuendae
Lage: 35° 8′ 36″ N, 116° 6′ 14″ W
Lake Tuendae – ein künstlicher Teich in Zzyzx mit einer Oberfläche von rund 5600 m² – ist das größte permanente Gewässer im Park, das durch die Soda Springs mit Wasser versorgt wird. Sie ist Heimat der wahrscheinlich mittlerweile endemischen Art Gila bicolor mohavensis, einem Fisch aus der Familie der Karpfenfische. Häufig kann man auf dem Teich ausgesetzte Indianerblässhühner (Fulica americana) beobachten.

### Lanfair Valley
Lage: 35° 17′ 0″ N, 115° 6′ 0″ W
Das Lanfair Valley ist ein nahezu elliptisches Tal im Osten des Schutzgebietes, das durch die New York Mountains, die Woods Mountains, die Vontrigger Hills, die Piute Range und die außerhalb des Parkgeländes gelegenen Castle Mountains begrenzt wird; es erhebt sich durchschnittlich auf rund 930 Meter. In der Mitte des Tals erheben sich die Grotto Hills und die bis zu 1329 Meter erreichenden Lanfair Buttes. Das Tal und die in ihm befindliche Geisterstadt wurden nach Ernest Lanfair benannt, einem frühen Siedler in dieser Gegend.
Abgesehen von einigen Minen in den umgebenden Gebirgen war das Tal landwirtschaftlich geprägt, auch heute noch befindet sich ein bedeutsamer Teil des größtenteils mit Wäldern von Josua-Palmlilien bestandenen Tales in Privatbesitz.

### Marl Mountains
Lage: 35° 9′ 0″ N, 115° 40′ 0″ W
Unmittelbar an die Kelso Mountains anschließend und von den Beale Mountains nur durch ein breites Trockental getrennt ist dieser nur rund 7 Kilometer lange Gebirgszug im Zentrum der Preserve hauptsächlich für die an seiner Nordost-Flanke befindliche Quelle gleichen Namens bekannt.

### Mid Hills
Lage: 35° 12′ 0″ N, 115° 27′ 0″ W
Die Mid Hills befinden sich – wie ihr Name verrät – im Zentrum der Mojave National Preserve, trotz ihres Namens erreichen sie im Pinto Mountain eine Höhe von 1873 Meter. Sie liegen im Schnittpunkt der Providence, New York und Woods Mountains; hier finden sich einige der landschaftlich reizvollsten Regionen des Parks, so das Round und das Gold Valley und der Macedonia Canyon. Am Nordhang und nahe dem Mid Hill Campground befinden sich die einzigen Bestände an Kalifornischen Beifuß im Gebiet des Schutzgebietes.

### New York Mountains
Lage: 35° 22′ 12″ N, 115° 9′ 42″ W
Dieser Gebirgszug, der weit über das Parkgelände hinaus bis in den Staat Nevada reicht, nimmt einen großen Teil des Nordostens des Parks ein und trennt Lanfair Valley im Südosten vom Ivanpah Valley im Nordwesten. Der sich etwa über 36 Kilometer erstreckende Höhenzug erreicht in einem unbenannten Gipfel nördlich des Caruthers Canyon eine Höhe von 2296 Meter.

### Piute Range
Lage: 36° 13′ 0″ N, 115° 0′ 20″ W
Die im äußersten Osten des Parks gelegene Bergkette zieht sich in Nord-Süd-Richtung über etwa 22 Kilometer hin und trennt das Lanfair Valley vom Piute Valley, über dem sie sich plötzlich mehrere Hundert Meter erhebt. Der Gebirgszug besitzt keine herausragende Erhebung, in seinem Südteil finden sich mit dem Piute Canyon, der Piute Spring und den Überresten des ehemals hier befindlichen Forts einige der interessantesten Sehenswürdigkeiten des Parks, die sich relativ leicht von Laughlin über die Nevada State Route 163 und den U.S. Highway 95 erreichen lassen. 

### Providence Mountains
Lage: 35° 0′ 0″ N, 115° 31′ 30″ W
Die Providence Mountains sind ein Gebirgszug im südwestlichen Teil der Preserve, der sich über fast 40 Kilometer bis in den zentralen Teil erstreckt. Er erreicht im Edgar Peak mit 2183 Meter seine größte Höhe. Östlich des Fountain Peak (2132 Meter) befindet sich die Providence Mountains State Recreation Area, die wiederum die Mitchell Caverns Natural Preserve umschließt. In den feuchteren Höhenlagen findet sich ein Eichenbestand der Art Quercus turbinella.
Francisco Garcés durchquerte auf seiner Expedition den Cedar Canyon, einen Pass zwischen New York und Providence Mountains. Er benannte den Gebirgszug zwischen Van Winkle Mountain und Crescent Peak als Sierra de Santa Coleta. Den Namen erhielt die Bergkette von dankbaren Reisenden des frühen 19. Jahrhunderts, die für die vorhandenen Quellen der göttlichen Vorsehung danken wollten. Dieser Gebirgszug war ein Zentrum des Bergbaus seit Ende des 19. Jahrhunderts.

### Shadow Valley
Lage: 35° 27′ 30″ N, 115° 45′ 0″ W
Das größtenteils außerhalb des Parks gelegene Tal erstreckt sich halbmondförmig westlich des Cima Dome nordöstlich der Beale und Marl Mountains, vom Ivanpah Valley wird es durch den Wildcat Butte (1.579 Meter) getrennt. Die westlich abgrenzende Hügelkette wird größtenteils durch die Cinder Cone Lava Beds überformt.

### Soda Lake und Soda Spring
Lage: 35° 9′ 55″ N, 116° 4′ 17″ W
Soda Lake ist ein meist trockener See im Nordwesten des Parks. Das 24 Kilometer lange und maximal 10 Kilometer breite Gewässer erhält periodisch vom Mojave River Wasser. Gemeinsam mit dem Silver Dry Lake bildet der 288 Meter gelegene See den holozänen Lake Mojave. Das verdampfende Wasser hinterlässt eine Kruste aus Natriumkarbonat und Natriumbikarbonat.
Westlich des Sees führt eine Straße zu einer Quelle am Fuß des Springer Mountain, die ursprünglich als Soda Spring bekannt war, wurde aus Marketinggründen in Zzyzx umbenannt. Diese Quelle bildet den Lake Tuendae, das einzige permanente offene Gewässer auf dem Gebiet des Parks.

### Van Winkle Mountain
Lage: 34° 46′ 0″ N, 115° 36′ 0″ W
Der Van Winkle Mountain ist ein Gebirgsstock im Süden der Mojave National Preserve, der einer Höhe von 1401 Meter erreicht. Am Nordhang des Berges vulkanischen Ursprungs entspringt die Van Winkle Spring. 

### Vontrigger Hills
Lage: 35° 3′ 55″ N, 115° 6′ 59″ W
Die Vontrigger Hills erheben sich im Süden des Schutzgebiets nördlich von Goffs und trennen das Lanfair Valley vom Fenner Valley. Sie erreichen eine maximale Höhe von 1220 Meter, an ihrem westlichen Abhang befindet sich die Vontrigger Spring.

### Woods Mountains
Lage: 35° 4′ 0″ N, 115° 21′ 15″ W
Die Woods Mountains sind ein extrem zerklüftetes Gebirge im Süden der Mojave National Preserve, das sich eher als eine Ansammlung einzelner Bergstöcke darstellt. Im Tabletop Mountain (1882 Meter) und dem Tortoise Shell Mountain (1405 Meter) werden die größten Höhen erreicht. Im Westen des Höhenzuges befindet sich das als Hole-in-the-Wall bekannte Gebiet.

## Verkehr

### Luftverkehr
Flughäfen von überregionaler Bedeutung befinden sich in Bullhead City und Las Vegas, darüber hinaus besitzen Baker, Needles, Jean und Searchlight Flugplätze. Im nördlichen, außerhalb des Parks zwischen Primm und Jean gelegenen Teil des Ivanpah Valley ist die Errichtung des Ivanpah Valley Airport als Ergänzung zum McCarran International Airport geplant, als Eröffnungstermin wurde zunächst das Jahr 2017 angegeben; derzeit ruht die Projektierung, so dass von einem späteren Termin auszugehen ist.

### Bahnverkehr
Die Mojave National Preserve wird von der Linie der Union Pacific Railroad auf der Strecke zwischen Nipton und Barstow durchquert; sie dient ausschließlich dem Güterverkehr. Der Passagierverkehr auf dieser Linie nach Kelso wurde am 14. August 1964 eingestellt. 
Am Südrand des Schutzgebietes verläuft die Streck der Burlington Northern Santa Fe Railway, die auch durch Amtrak genutzt wird. Die nächstgelegenen Haltepunkte des täglich verkehrenden Southwest Chief befinden sich in Needles und Barstow. 
Im Zusammenhang mit der Errichtung des Ivanpah Valley Airport war die Errichtung einer Hochgeschwindigkeitsstrecke zwischen Victorville und Las Vegas, dem Desert Xpress geplant; darüber hinaus sollte parallel zum Interstate 15 die California-Nevada-Interstate-Magnetschwebebahn parallel zur Nordgrenze des Parks verlaufen. Für beide, derzeit ruhenden Projekte wäre der Flughafen der dem Park am nächsten gelegene Haltepunkt. 

### Straßenverkehr
Parallel zu den Grenzen im Norden und Süden der Preserve verlaufen die Interstates 15 und 40, nahe der Westgrenze verläuft der U.S. Highway 95. Weitere Straßen von überregionaler Bedeutung sind die Nevada State Route 164 und California State Route 164 nordwestlich beziehungsweise entlang der Nordgrenze und die Goffs Road am Südwestrand des Parks. Unweit südlich des heutigen Schutzgebiets verlief die Route 66.
Innerhalb der Mojave National Preserve gibt es keine State Routes oder sonstige Straßen überregionaler Bedeutung, nur eine befestigte Verbindung – die Kelbacker Road – verbindet den Norden mit dem Süden des Parks über den Granite Pass. Weitere befestigte Strecken erschließen die wichtigsten Sehenswürdigkeiten, im Süden führt die Lanfair Road von Goffs zu den Vontrigger Hills und setzt sich unbefestigt über die New York Mountains fort; die Essex Road führt von der Ausfahrt 100 des Interstate 40 zur Mitchell Caverns Natural Preserve, die von ihr abzweigende Black Canyon Road führt nach Hole-in-the-Wall. 
Im Norden des Parks finden sich die Ivanpah Road, die befestigt bis zum Fuß der New York Mountains und als ausgebaute Gravel Road weiter zur Lanfair Rod führt, die von ihr abzweigende Morning Star Road führt nach Cima. Diese Siedlung ist auch Ausgangspunkt der Cima Road (zur Ausfahrt 272 des Interstate 15) und der Kelso Cima Road, die parallel zur Trasse der Union Pacific Railroad die gleichnamigen Orte verbindet. Im Nordosten des Parks verläuft die teilweise befestigte Zzyzx Road, die den Zugang von der Ausfahrt 239 des Interstate 15 nach Zzyzx gewährleistet. 
Daneben gibt es einige unbefestigte Straßen und zahlreiche Tracks – darunter den Mojave Track – auf dem Gebiet des Parks.

## Tourismus

### National Park Service
Das Hauptquartier der Mojave National Preserve befindet sich in Barstow, hier können Informationen eingeholt werden und Publikationen zu relevanten Themen erworben werden.
Der National Park Service unterhält in Kelso und in Hole-in-the-Wall Besucherzentren, in denen Ranger touristische Informationen erteilen. Darüber hinaus bieten beide Toiletten und eine Buchhandlung. In der im ehemaligen Kelso Depot, Restaurant and Employees Hotel untergebrachten Einrichtung stehen des Weiteren ein Restaurant, eine Kunstgalerie und ein umfassend ausgestattetes Museum zur Verfügung. Dieses 1923 errichtete Gebäude wurde am 2. August 2001 in das National Register of Historic Places aufgenommen. 

### Touristische Infrastruktur
Auf dem Gelände des Schutzgebietes werden drei Campingplätze unterhalten, hinzu kommt einer auf dem Gelände der Providence Mountains State Recreation Area. Sonstige Unterkünfte sind nicht vorhanden.
Im gesamten Territorium des Schutzgebiets gibt es keine Tankstellen, ausschließlich in Kelso und Cima sind in bescheidenem Umfang Lebensmittel erhältlich. Öffentliche Telefone befinden sich außer in den Besucherzentren nur in Cima und in der Providence Mountains State Recreation Area.
Nördlich der unbefestigten Aikens Mine Road befand sich zwischen den 1960er Jahren und 2000 eine einsam gelegene Telefonzelle, die als Mojave Telephone Booth insbesondere ab 1997 landesweite Popularität erlangte; der Rückbau erfolgte auf Wunsch des National Park Service, da die Telefonzelle selbst und ihre Umgebung unter zunehmendem Vandalismus zu leiden hatte.

### Trails
Heute ist die Preserve vor allem durch die zahlreichen Straßen für Fahrzeuge mit Vierradantrieb und für einige der schönsten Wanderungen des Südens von Kalifornien bekannt.
Der Mojave Trail ist die bekannteste unbefestigte Straße, sie führt über eine Distanz von 222 Kilometern von den San Bernardino Mountains zum Colorado River, einem schon von den Ureinwohnern entlang vieler der Quellen des Parks folgend. Darüber hinaus ist das Gelände des Parks von einem engen Netz von Wüstenpfaden durchzogen, die alle Sehenswürdigkeiten erschließen.
Wandergebiete sind insbesondere die Täler und Canyons an der Südflanke der Gebirge im mittleren Teil des Schutzgebiets, so der Hole-in-the-Wall-Canyon und der Caruthers Canyon.

## Galerie

Mojave National Preserve
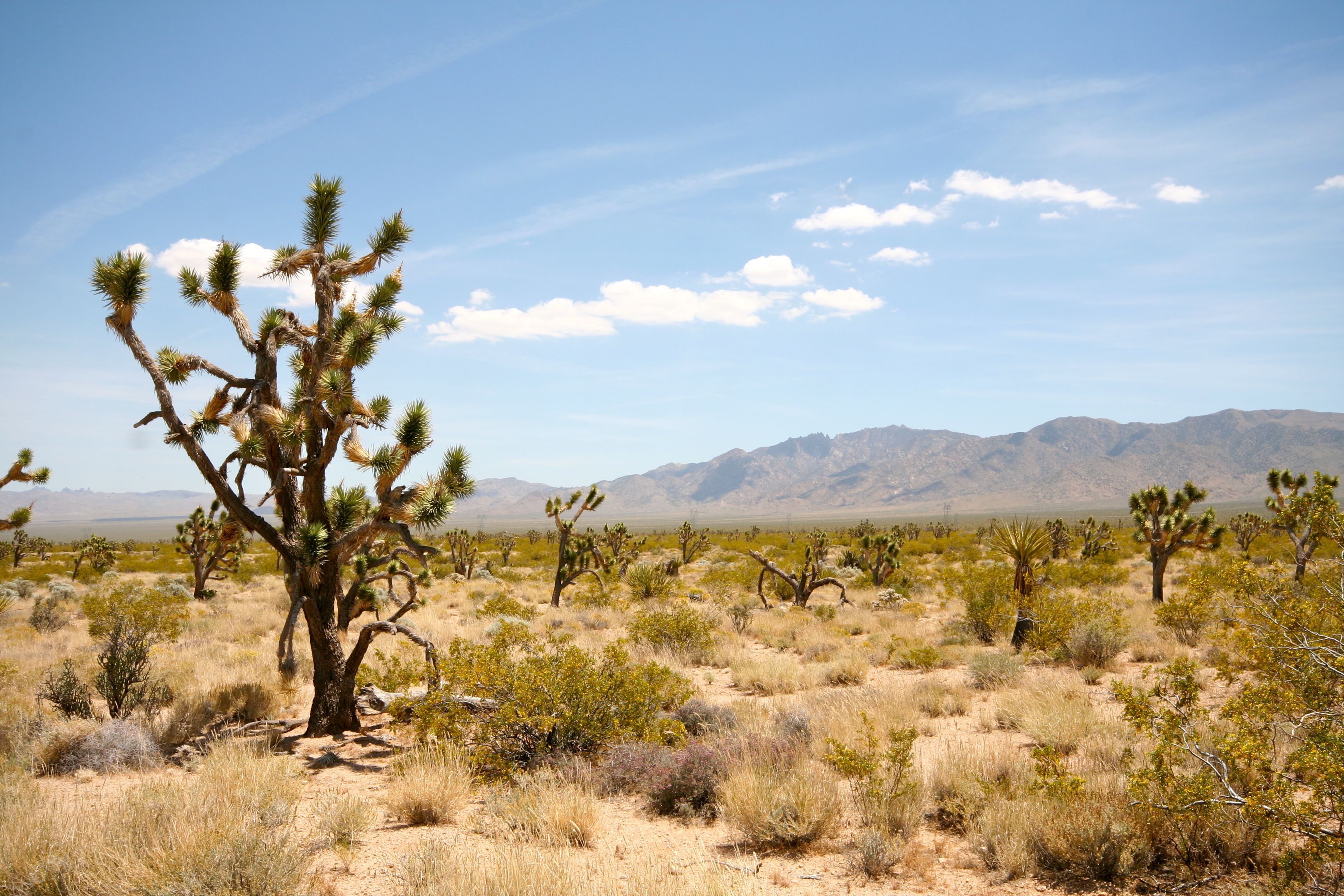
Josua-Palmlilien im Ivanpah Valley, im Hintergrund die New York Mountains
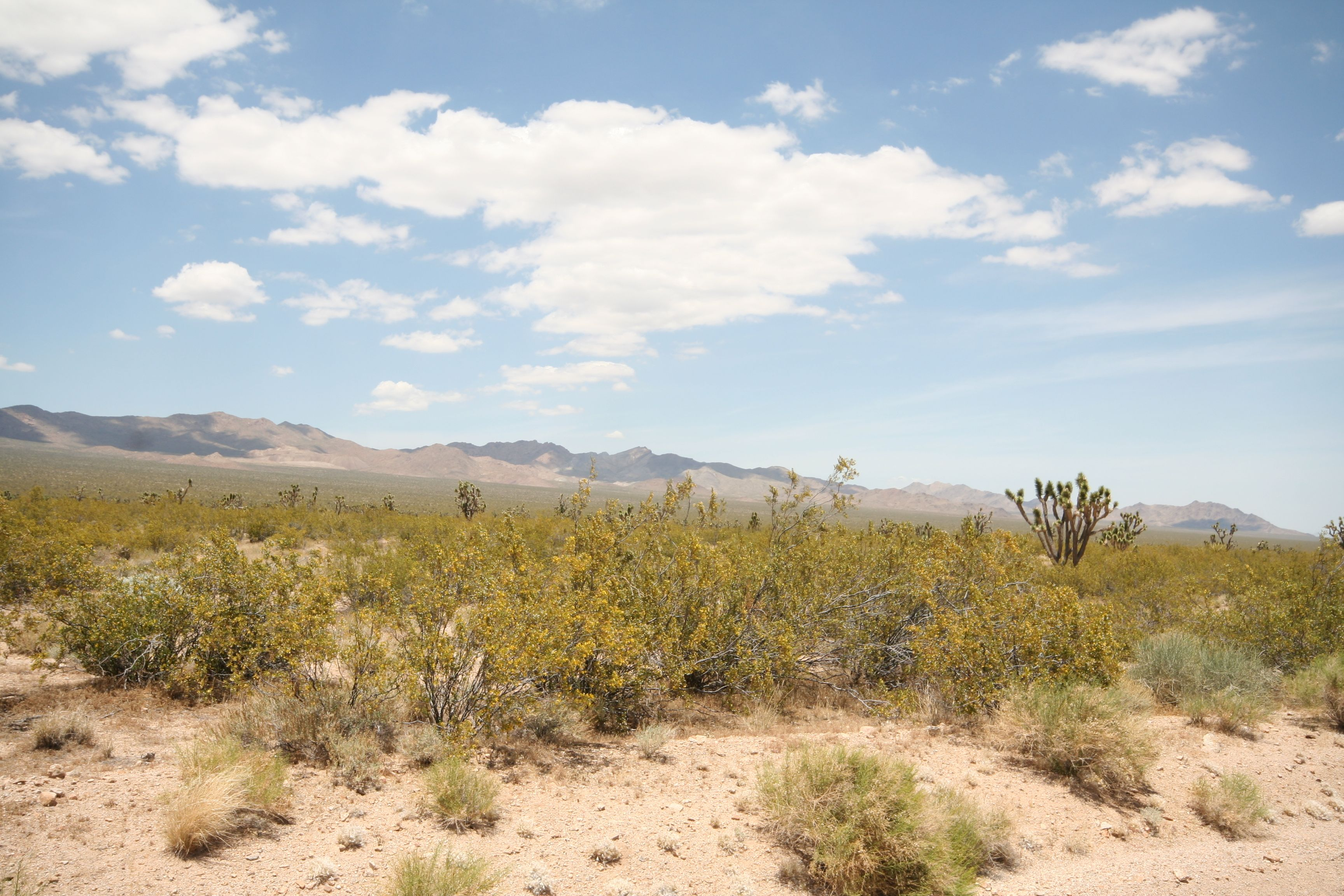
Kreosotbüsche vor den Ivanpah Mountains
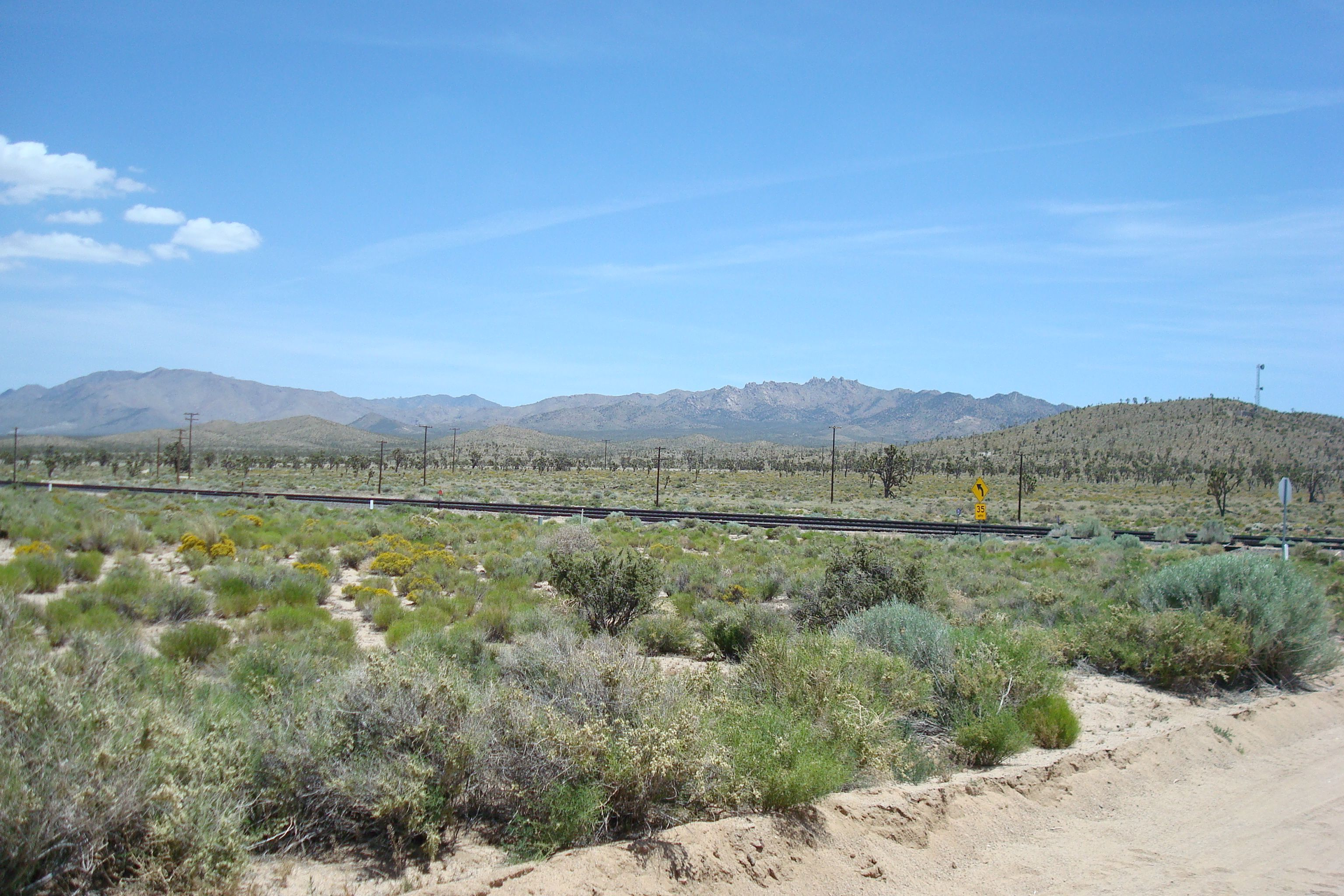
Bahnstrecke nahe Cima
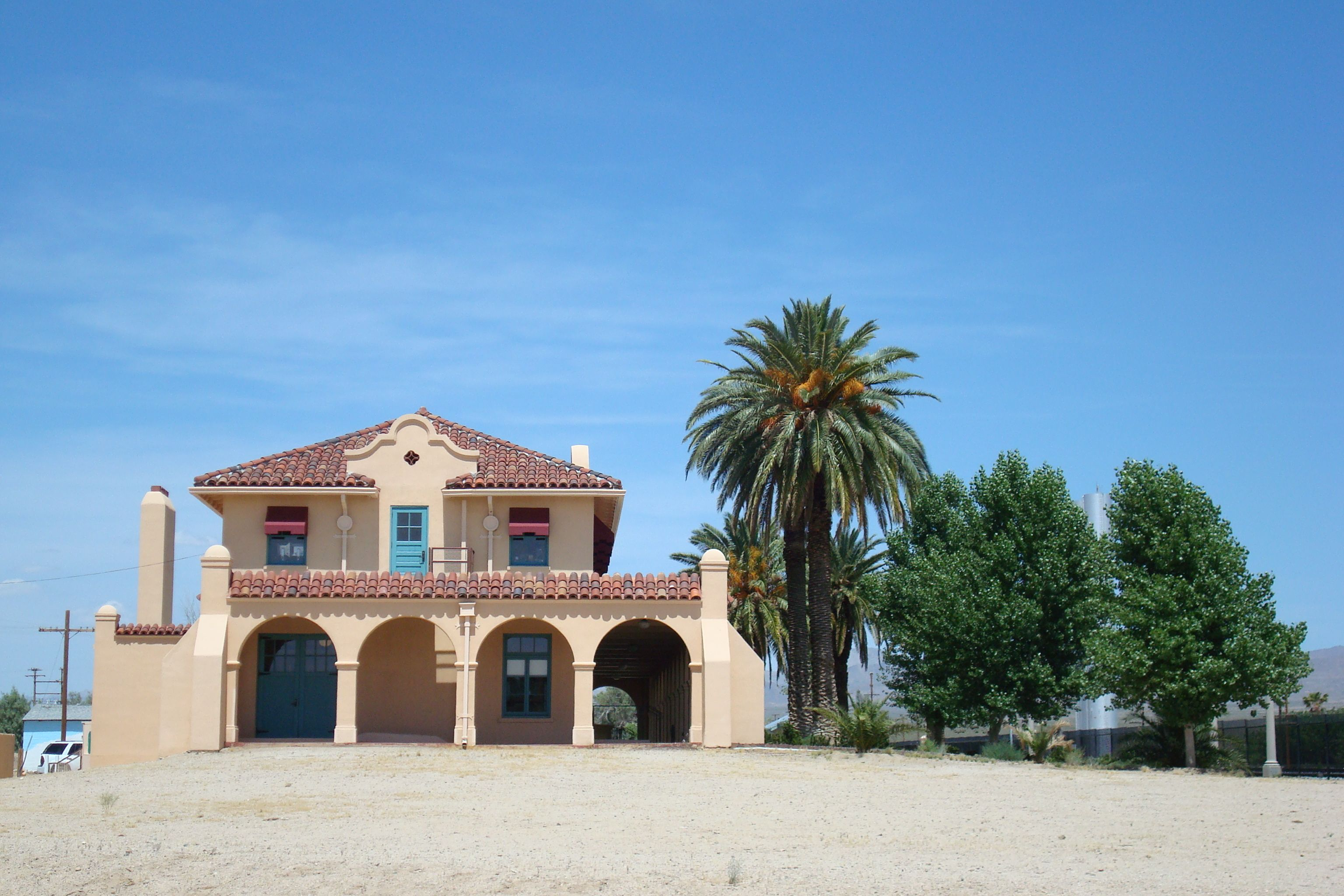
Besucherzentrum im ehemaligen Bahnhof von Kelso
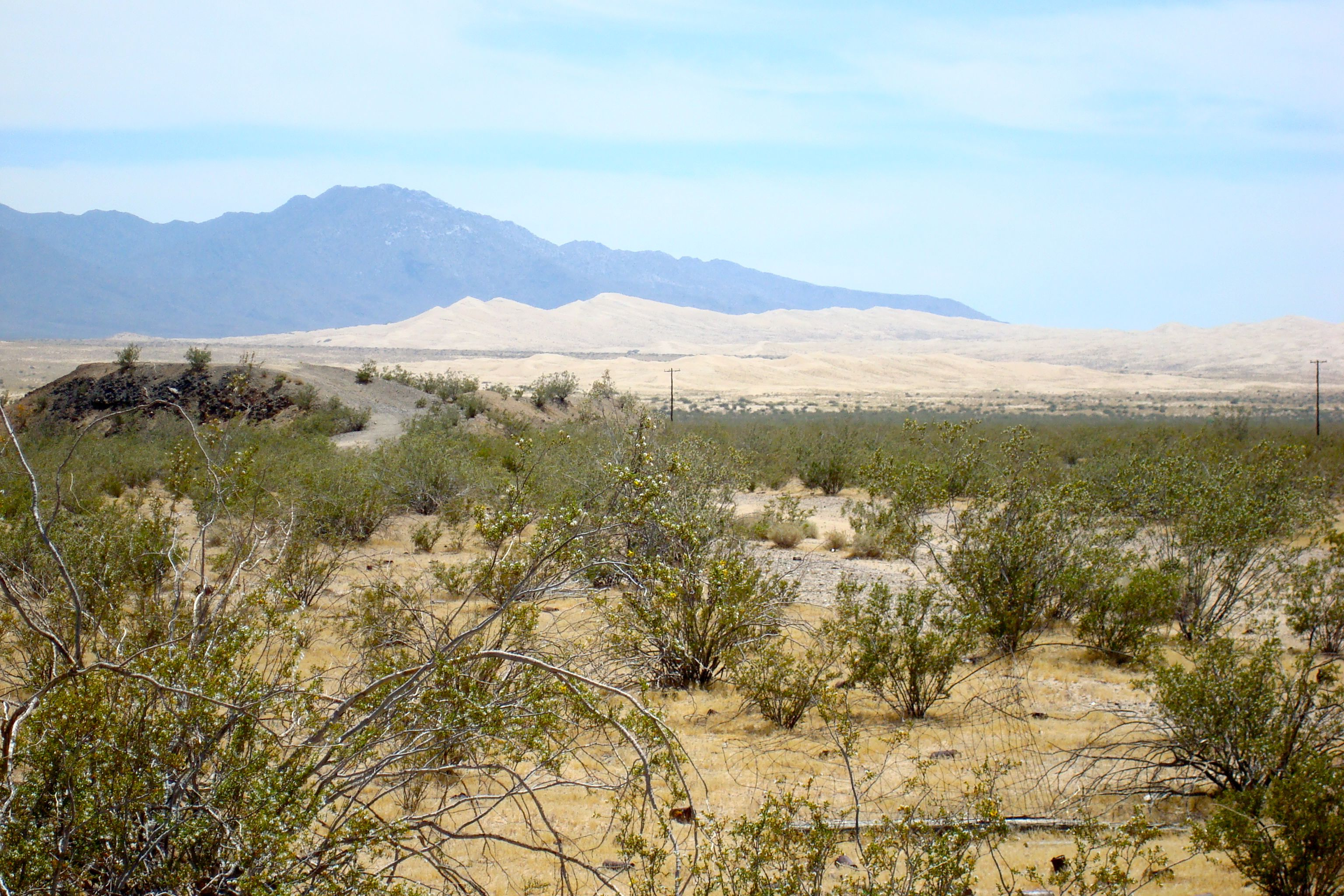
Blick auf die Kelso Dunes und die Granite Mountains
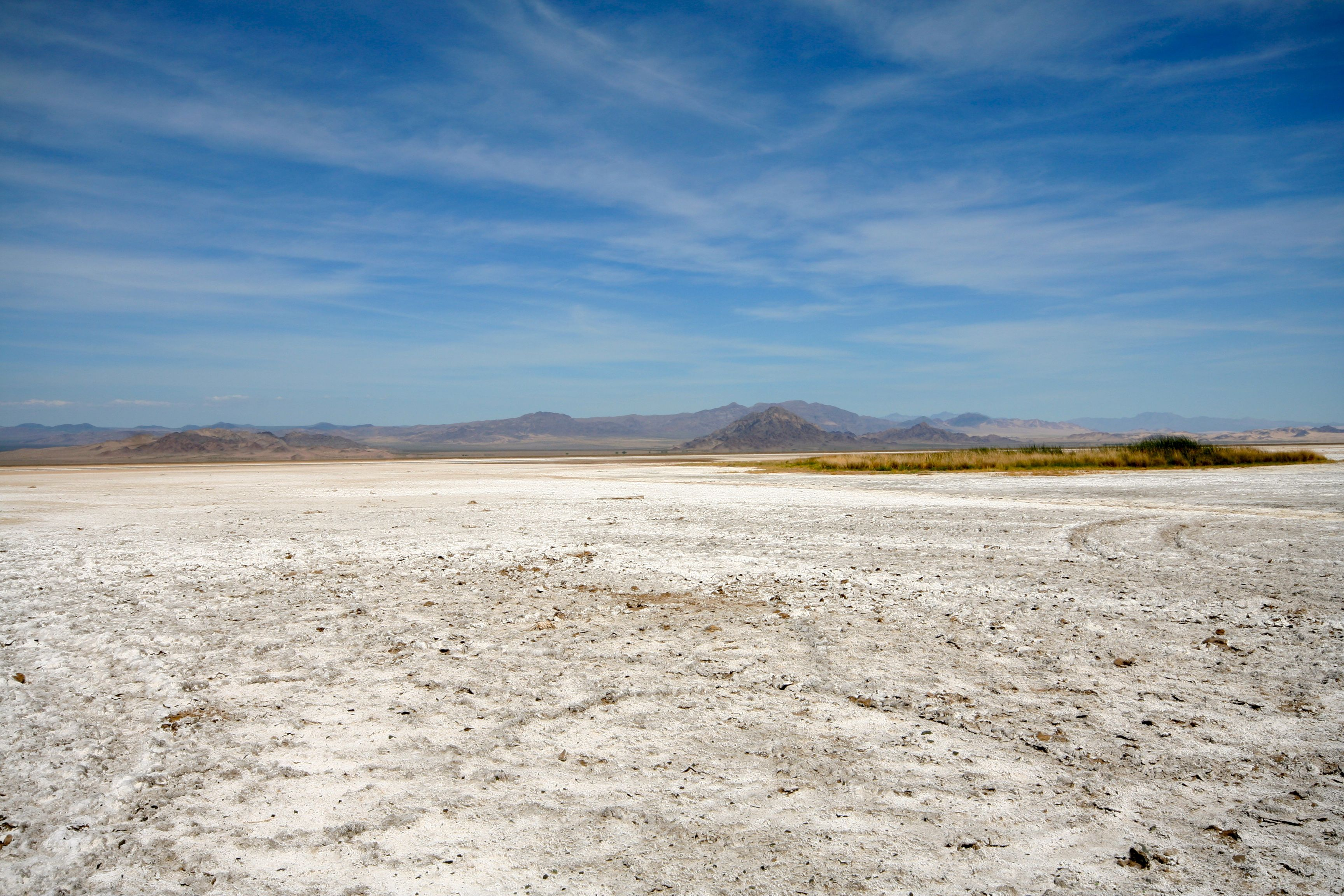
Soda Lake
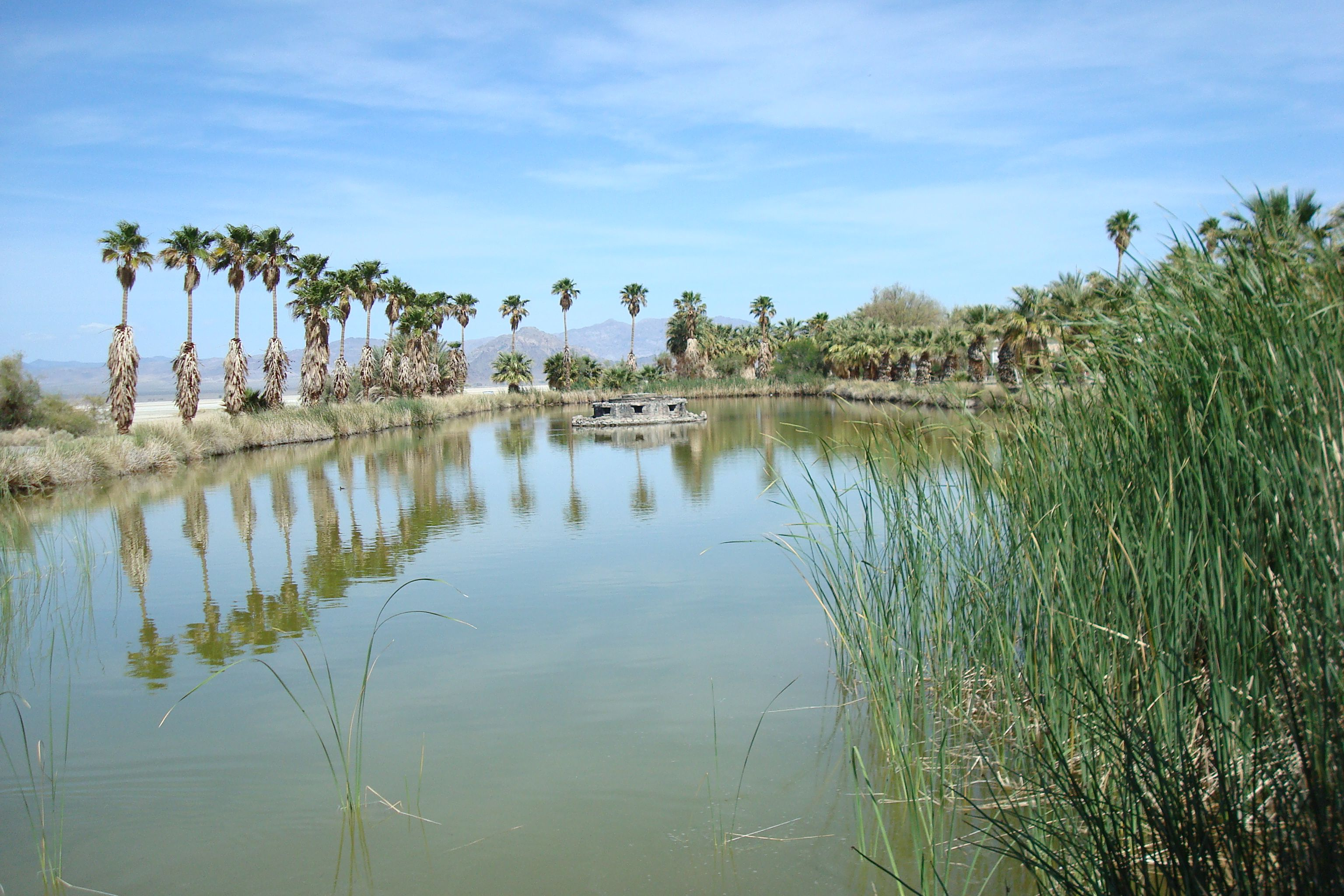
Lake Tuendae in Zzyzx
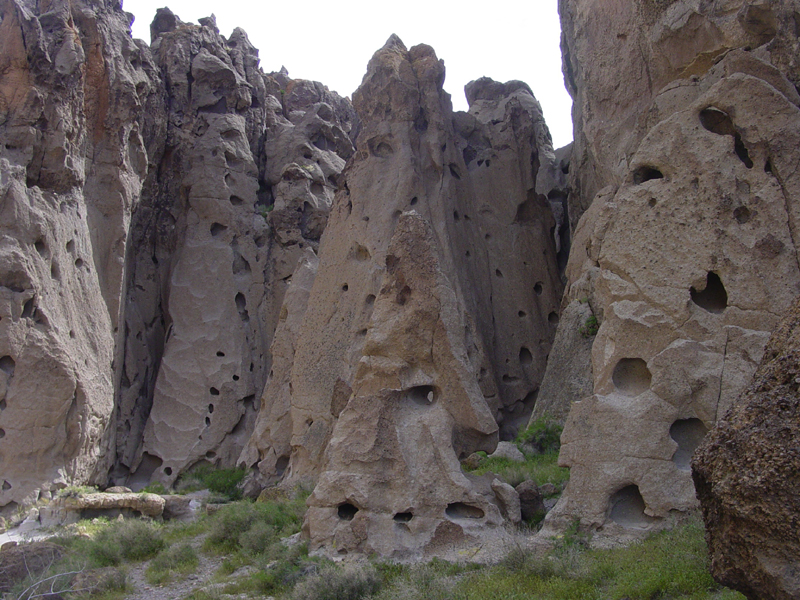
Hole-in-the-Rock-Canyon
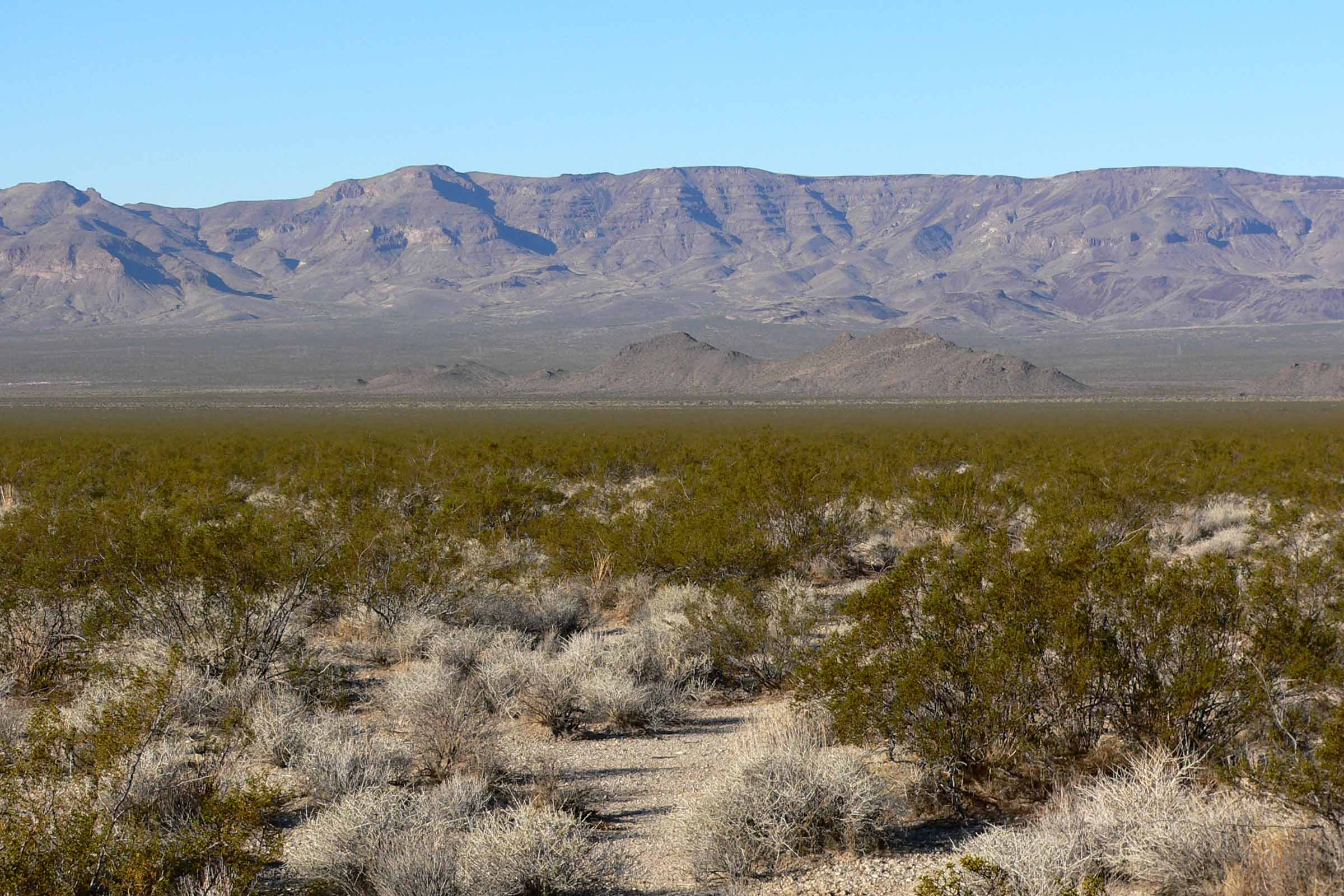
Blick vom Piute Valley auf die Piute Range